# Костюм зварювальника
Костюм зварювальника — спецодяг, призначений для захисту зварювальника від іскор, бризок розплавленого металу, окалини, випромінювань зварювальної дуги. Зазвичай, при виготовленні костюму для зварювальника застосовуються парусинові тканини, натуральні шкури вироблені зі шкур великої рогатої худоби, а також, у деяких випадках, спеціальні тканини з натуральних і (або) змішаних волокон, як зі спеціальним оздобленням, так і зі спеціальних синтетичних волокон, стійких до пропалювання. Основним показником захисних властивостей одягу для зварювальника є стійкість до пропалювання.